# Enseignement du gallo
Le gallo, langue d'oïl de Haute-Bretagne, est passé progressivement au cours du XXe siècle d'une transmission exclusivement limitée au cercle familial comme langue maternelle à un enseignement institutionnel (du primaire au supérieur).

## Histoire
- 1951 La loi Deixonne reconnaît l'existence des langues régionales.
- 1977 La charte culturelle bretonne permet l'essor de l'enseignement du gallo et de la culture gallèse en primaire et secondaire.
- 1980 Enseignement facultatif d'une ou deux heures en collège.
- 1981-1982 Création par le Rectorat de Rennes d'un poste de Conseiller Pédagogique Gallo à l’École Normale de Rennes (Christian Leray), ainsi que d'un poste de Chargé de mission pour l'enseignement secondaire et supérieur (Gilles Morin).
- Septembre 1982 Création de la première U.F. de Gallo (Unité de Formation pour les futurs professeurs des écoles) dont les cours sont assurés par le C.P.E.N. Gallo Christian Leray et le Chargé de mission pour l'enseignement secondaire Gilles Morin.
- 1982 Option facultative de gallo aux baccalauréats généraux et technologiques. Mise en place d'un cours de gallo par correspondance au CNED de Rennes.
- 1982-1991 De 1982 jusqu'au changement de statut de l'EN de Rennes, devenue Institut Universitaire de Formation des Maîtres (IUFM de Bretagne) en 1991, le Conseiller Pédagogique de Gallo a coorganisé avec les enseignants de maternelles et écoles élémentaires des Zones rurales d’Éducation Prioritaire (ZEP) de Retiers et Tremblay des enseignements de Langue et Culture gallèses. D'autres écoles ne faisant pas partie des ZEP bénéficient aussi de cours de gallo à la demande des enseignants : par exemple Lohéac, Bovel, Maure-de-Bretagne, Saint-Senoux, Fougères, Saint-Marc-le-Blanc, Cancale, Hirel, Dol-de-Bretagne, Vern-sur-Seiche, La Chapelle-Thouarault,...
- 1991-1994 Le statut de C.P.E.N. Gallo est changé en statut de Professeur des Écoles, rattaché à l'IUFM de Bretagne, pour le gallo. Il assure les mêmes cours de formations initiale et continue avec les enseignants prenant en compte le gallo dans leurs classes. Un travail sur la langue et la culture gallèses commence également avec l'école de Villejean-Guyenne à Rennes.
- 1994 Ouverture d'une option facultative à l'IUFM sur les sites de Saint-Brieuc, Vannes, en complément de celle de Rennes déjà existante à l'IUFM de Bretagne à Rennes.
- 1996 Ouverture à l'université Rennes 2 d'une option dans le cadre du diplôme d'études universitaires générales (1re et 2e année). Circulaire du recteur de l'académie de Rennes pour la prise en compte de la langue et de la culture régionales dans l'enseignement du français, de l'histoire et de la géographie, des sciences de la vie et de la terre, des arts plastiques, de la musique, et du sport.
- 2004 Le gallo est reconnu par la Région Bretagne comme langue de Bretagne.
- 2019 À l'Université Rennes 2, le gallo qui n'était alors qu'une option facultative devient une Unité d'Enseignement de Langue vivante (UEL) au même titre que les autres langues disponibles
- 2021 L'Éducation Nationale réaffirme sa reconnaissance du gallo et encourage son apprentissage[1].
- 2021 L'Institut du Galo propose les premières formations de 8 semaines à destination des enseignants afin de pouvoir enseigner en gallo.
- 2022 Le gallo apparaît dans la Convention spécifique pour la transmission des langues de Bretagne et le développement de leur usage dans la vie quotidienne. Cette convention assure notamment le développement de l'enseignement de la langue gallèse par la mise en place d'un conseiller pédagogique en gallo dans le premier degré (article 34), le renforcement de l'enseignement du gallo à l'université Rennes 2 (article 57), la mise en place d'une certification en langue gallèse comme étape intermédiaire avant la mise en place d'un Diplôme de Compétences Linguistiques ainsi que la valorisation du gallo dans l'espace public (article 124)[2].
- 2023 Le réseau Admézë (ensemble des écoles enseignant le gallo) compte en janvier 34 écoles, soit 62 classes, soit environ 1345 élèves.

## Établissements enseignant le gallo
- Primaire : 
  - Ille-et-Vilaine : Bazouges-la-Perouse, Saint-Brice-en-Coglès, Louvigné-du-Désert, Romagné, Le Pertre, Saint-Aubin-du-Cormier, Saint-Jean-sur-Couesnon, Gosné, Val d'Izé, Parthenay, Gaël, Muel, Saint-Maugan, Saint-Malon-sur-Mel, Vern-sur-Seiche, Le Rheu, Janzé, Val d'Anast, Saint-Senoux, Thourie, Bain-de-Bretagne, Langon
  - Côtes d'Armor : Planguenoual, Saint-Thelo, Saint-Barnabé, Plouguenast, Trémorel, Plouha, Saint-Brieuc, Erquy, Trébry, Plouasne, Uzel
  - Morbihan : Bréhan
  - Loire-Atlantique : Sion-les-Mines
- Collège : 
  - Ille-et-Vilaine : Cancale, Saint-Brice-en-Coglès, Maure-de-Bretagne, Rennes, Pleine-Fougères, Romillé ;
  - Côtes d'Armor : Broons, Loudéac, Merdrignac, Moncontour, Plénée-Jugon, Plœuc, Plémet, Mûr-de-Bretagne ;
  - Morbihan : Mauron (jusqu'en 2009).
- Lycée: 
  - Ille-et-Vilaine : Bain-de-Bretagne ;
  - Côtes-d'Armor : Lamballe, Loudéac ;
  - Morbihan : Guer.
- Enseignement supérieur : Université de Rennes 2, IUFM de Rennes, Saint-Brieuc et Vannes.